# Astacilla marna
Astacilla marna är en kräftdjursart som beskrevs av Brian Frederick Kensley och Marilyn Schotte 1994. Astacilla marna ingår i släktet Astacilla och familjen Arcturidae. Inga underarter finns listade i Catalogue of Life.